# Opius longistigmus
Opius longistigmus är en stekelart som beskrevs av Goureau 1865. Opius longistigmus ingår i släktet Opius och familjen bracksteklar. Inga underarter finns listade i Catalogue of Life.